# Студия театрального искусства
Театр «Студия театрального искусства» («СТИ») — федеральный драматический театр в Москве под руководством Сергея Женовача. Основан в 2005 году.

## История
Весной 2005 года в ГИТИСе прошёл фестиваль дипломных работ мастерской Сергея Женовача — «Шесть спектаклей в ожидании театра». Название фестиваля оказалось символичным. По окончании фестивальной недели студенты мастерской и Сергей Женовач объявили на пресс-конференции о том, что остаются вместе и продолжают играть на московских площадках дипломные спектакли мастерской.
Летом 2005 года в Москве появился новый театр — «Студия театрального искусства» под руководством Сергея Женовача. Учредителем и меценатом «СТИ» стал Сергей Гордеев. В труппу театра вошли выпускники мастерской С. В. Женовача в ГИТИСе.
В середине 2016 года Министерство культуры Российской Федерации объявило о том, что, на фоне проблем с финансированием театра, «Студия театрального искусства» станет подведомственным министерству учреждением, что и произошло в конце 2016 года.
В 2018 году министр культуры Владимир Мединский объявил, что «Студия театрального искусства» станет филиалом МХТ имени Чехова. Сергей Женовач сохранит свои обязанности, как художественный руководитель «СТИ».
С 1 марта 2022 года театр СТИ снова стал независимым федеральным театром под руководством Сергея Женовача.

## Здание
В марте 2008 года у «Студии театрального искусства» появился свой дом на улице Станиславского.
Само здание театра имеет уникальную историю. В XIX веке здесь находилась знаменитая на всю Россию золотоканительная фабрика семьи Алексеевых, семьи, где в 1863 году родился Константин Алексеев, в мировом искусстве известный под фамилией Станиславский. Станиславский руководил фабрикой с 1892 по 1917 год, он-то и открыл на её территории театр для рабочих, чтобы те не «канителились» (проще говоря, не пили). С 1904 года у театра появилось своё здание. Известно, что в нём играли приглашённые профессиональные труппы, в том числе известный оперный театр С. И. Зимина.
Здание театра сохранилось и, отреставрированное, стало домом для «Студии театрального искусства». В «Студии» сохранили старые стены и огромные окна, своды Монье, кирпич внутри побелили, а фойе оснастили фабричными лампами.
За создание пространства, объединившего театр и бизнес-центр, компания «John McCaslan & Partners» была награждена премиями «Civic Trust Awards 2012», «RIBA International Awards 2011», «European Property Awards 2013».

## Награды
Театр является семикратным лауреатом (трижды — в номинации «Лучший спектакль малой формы») и 24-кратным номинантом Национальной театральной премии «Золотая Маска».
С момента своего создания «СТИ» — непременный участник Международного театрального фестиваля имени А. П. Чехова.
Театр также принимал участие во многих других российских и международных фестивалях, побывал на гастролях в США, Польше, Латвии, Литве, Эстонии, Белоруссии, Южной Корее, а также в Санкт-Петербурге, Екатеринбурге, Новосибирске, Красноярске, Калининграде, Воронеже и других городах России.

## Художественное руководство театра
- Художественный руководитель — Сергей Женовач.
- Главный художник — Александр Боровский.
- Композитор — Григорий Гоберник.
- Главный художник по свету — Дамир Исмагилов.

## Спектакли

### Текущий репертуар
- 2006, «Захудалый род» (Н. Лесков), режиссёр — С. Женовач. Лауреат премии «Золотая маска» в трех номинациях — «Лучший спектакль малой формы», «Лучшая работа режиссёра», спецпремия жюри исполнительнице роли Варвары Протозановой Марии Шашловой[10].
- 2007, «Игроки» (Н. Гоголь), режиссёр — С. Женовач
- 2008, «Битва Жизни» (Ч. Диккенс), режиссёр — С. Женовач. Лауреат премии «Золотая Маска» в номинации «Лучший спектакль малой формы»[11].
- 2009, «Река Потудань» (А. Платонов), режиссёр — С. Женовач. Лауреат премии «Золотая Маска» в номинации «Лучший спектакль малой формы», Дамир Исмагилов — «Золотая Маска» в номинации «Работа художника по свету»[12].
- 2009, «Три года» (А. Чехов), режиссёр — С. Женовач.
- 2010, «Записные книжки» (А. Чехов), режиссёр — С. Женовач.
- 2011, «Брат Иван Федорович» (Ф. Достоевский), режиссёр — С. Женовач.
- 2011, «Шествие» (И. Бродский), постановка и идея — В. Камышникова.
- 2012, «Москва — Петушки» (В. Ерофеев), режиссёр — С. Женовач. Алексей Вертков — «Золотая Маска» в номинации «Драма, мужская роль»[13].
- 2014, «Записки покойника» (М. Булгаков), режиссёр — С. Женовач.
- 2015, «Самоубийца» (Н. Эрдман), режиссёр — С. Женовач.
- 2017, «Мастер и Маргарита» (М. Булгаков), режиссёр — С. Женовач.
- 2017, «Заповедник» (С. Довлатов, А. Пушкин), режиссёр — С. Женовач.
- 2018, «Три сестры» (А.Чехов), режиссёр — С. Женовач.
- 2018, «Один день в Макондо» (Е.Перегудов), режиссёр — Е.Перегудов. Театр приглашает зрителей на 9 часов в свои стены. Спектакль состоит из двух частей с антрактами. В перерыве зрителям предлагается обед в южноамериканском стиле. В центре повествования — огромная семья с обычными человеческими страстями: влюблённостями, разочарованиями, обретениями и потерями. Тут мёртвые смешиваются с живыми, реальное с фантастическим.[14]
- 2020, «Старуха» (Д. Хармс), режиссёр — С. Женовач.
- 2022, «Лабардан-с» (Н.Гоголь), режиссёр — С. Женовач. Премия "Гвоздь сезона"[15]
- 2023, «Мандат» (Н. Эрдман), режиссёр — С. Женовач.
- 2023, «Брехт. Швейк. Вторая мировая», режиссёр — У. Баялиев.
- 2024, «Долгая счастливая жизнь» по киносценарию Геннадия Шпаликова, режиссёр — Сергей Тонышев.
- 2024, «Чехов. Вишневый сад. Нет слов!», режиссёр — С. Женовач. [16]

### Готовится к постановке
- 2025, «В родном городе», режиссёр — С. Женовач.[17]

### Архив спектаклей
- 2003, «Об-ло-мов-щина» (И. Гончаров), режиссёр — Г. Сидаков

- 2004, «Как вам это понравится» (У. Шекспир), режиссёр — А. Коручеков

- 2004, «Мальчики» (Ф. Достоевский), режиссёр — С. Женовач. Премия «Хрустальная Турандот» за режиссуру

- 2005, «Marienbad» (Шолом-Алейхем), режиссёр — Е. Каменькович
- 2016, «Кира Георгиевна» (В. Некрасов), режиссёр — С. Женовач.

## Особенности
Перед каждым спектаклем «СТИ» угощает зрителей зелёными яблоками. Перед спектаклем «Три года» по Чехову угощают вареньем. Перед «Москвой — Петушками» — наливают водку (более того, во время спектакля можно записывать легендарные веничкины рецепты коктейлей, для этого каждого зрителя обеспечат листочками с карандашами). Перед спектаклем «Река Потудань» буфет закрыт. Вместо этого на столах картошка в мундире, сало на горбушках чёрного хлеба, чай в жестяных кружках. Спектакль «Записные книжки» начинается ещё до первого звонка и продолжается в антракте. Между отделениями актёры не выходят из образа и устраивают целое представление с песнями и хороводом, разговаривают со зрителями и едят вместе с ними мороженое.
В театре существует традиция бывать на родине писателей в период работы над спектаклем. Так, например, актёры побывали в Доме-музее Диккенса в Лондоне, в пабе, где он был завсегдатаем, у дачного дома писателя в графстве Кент. В репетиционный период спектакля «Три года» труппа ездила в Таганрог (Ростовская область), на родину Чехова. Там они посетили дом, где родился писатель, гимназию, где он учился, театр, куда тайно от учителей Чехов прибегал по вечерам.
По зданию театра можно совершить виртуальную прогулку, используя сервис «Яндекс. Карты»

## Труппа
- Сергей Аброскин
- Александр Антипенко
- Ольга Балацкая
- Алексей Вертков
- Татьяна Волкова
- Виктория Воробьёва
- Вячеслав Евлантьев
- Никита Исаченков
- Ольга Калашникова
- Сергей Качанов
- Елизавета Кондакова
- Мария Корытова
- Лев Коткин
- Мария Курденевич
- Игорь Лизенгевич
- Дмитрий Липинский
- Александр Медведев
- Эдуард Миллер
- Дарья Муреева
- Андрей Назимов
- Варвара Насонова
- Александр Николаев
- Даниил Обухов
- Сергей Пирняк
- Александр Прошин
- Глеб Пускепалис
- Глеб Ромашевский
- Анна Рудь
- Нодар Сирадзе
- Александр Суворов
- Катерина Чечельницкая
- Мария Шашлова
- Тарас Шевченко
- Андрей Шибаршин
- Иван Янковский

### В театре играли
- Татьяна Василькина
- Марфа Горвиц-Назарова
- Евгения Громова
- Елена Доронина
- Анастасия Имамова
- Александр Коручеков
- Тихон Котрелев
- Валерия Кузнецова
- Александр Лутошкин
- Дмитрий Матвеев
- Никита Московой
- Александр Обласов
- Ольга Озоллапиня
- Екатерина Половцева
- Полина Пушкарук
- Григорий Служитель
- Мириам Сехон
- Михаил Станкевич
- Юрий Шибанов

## Адрес
Россия, 109004, Москва, ул. Станиславского, д. 21, стр. 7., м. Таганская, Марксистская

## Галерея
- вход во двор театра
- театр "СТИ" ночью
- главный вход
- во время снегопада
- проход в холл
- фойе
- гардероб
- кафе
- кафе
- холл
- комод в фойе